# Mesana
En náutica, la mesana (ant. artimon) es el mástil situado más a popa. Cuando el término es femenino, se refiere a la vela que se enverga en la entena de dicho palo y la cuadrilátera que va contra el palo y un cangrejo. En los jabeque u otros barcos de aparejo latino, la mesana es triangular (en francés Artimon; en inglés Mizzen; en italiano Mezzana).

## Tipos de vela mesana
- Mesana Redonda: la vela cuadra que algún raro buque de tres palos larga en la verga seca.
- Mesana Entera (Mesana a la española): la triangular que se usó antiguamente y se envergaba como vela latina en la especie de entena que pendía del palo.
- Mesana Capuchina (Media mesana, Mesana a la inglesa): nombre que en un principio se dio a la mesana trapezoidal envergada en un cangrejo, como hoy se usa, para distinguirla de la mesana entera o latina.
- Mesana de capa: la más pequeña y reforzada que sirve para capear. Cuando se caza en el escudo de popa, se llama también mesana de escudo y aun mesana capuchina.